# Hiroto Yamamura
Hiroto Yamamura (山村 博土 Yamamura Hiroto?,  nacido el 12 de julio de 1974 en Shizuoka) es un exfutbolista japonés. Jugaba de delantero y su último club fue el Gamba Osaka de Japón.

## Trayectoria

### Clubes
| Club        | País  | Año         |
| ----------- | ----- | ----------- |
| Gamba Osaka | Japón | 1993 - 1996 |